# Mistrovství světa ve volejbale mužů 1956
3. mistrovství světa  ve volejbale mužů proběhlo v dnech 30. srpna – 12. září v Paříži ve Francii.
Turnaje se zúčastnilo 24 mužstev, rozdělených do čtyř tříčlenných a šesti dvoučlenných skupin. Družstvo na prvním místě postoupilo do finálové skupiny, týmy na druhém místě hrály o 11. - 20. místo a týmy na třetím místě hrály o 21. - 24. místo. Mistrem světa se stalo družstvo Československa.

## Výsledky a tabulky

### Skupina A
|    |         | URS | KOR | TUR | V | P | Skóre | B |
| 1. | SSSR    | *** | 3:1 | 3:2 | 2 | 0 | 6:3   | 4 |
| 2. | Korea   | 1:3 | *** | 3:0 | 1 | 1 | 4:3   | 2 |
| 3. | Turecko | 2:3 | 0:3 | *** | 0 | 2 | 2:6   | 4 |

 Korejská republika -  Turecko 3:2 (4:15, 15:5, 12:15, 15:5, 15:10)
30. srpna 1956 - Paříž
 SSSR -  Turecko 3:0 (15:0, 15:5, 15:4)
31. srpna 1956 - Paříž
 SSSR -  Korejská republika 3:0 (15:2, 15:8, 15:4)
1. září 1956 - Paříž

### Skupina B
Československo –  NDR 3:0 (15:5, 15:4, 15:7)
31. srpna 1956 - Paříž

### Skupina C
Bulharsko –  Rakousko	3:0 (15:1, 15:3, 15:3)	
31. srpna 1956 - Paříž

### Skupina D
Rumunsko –  Itálie	3:0 (15:10, 15:10, 15:3)
31. srpna 1956 - Paříž

### Skupina E
Maďarsko –  Nizozemsko		3:0 (15:8, 15:8, 15:7)
31. srpna 1956 - Paříž

### Skupina F
|    |             | FRA | ISR | LUC | V | P | Skóre | B |
| 1. | Francie     | *** | 3:0 | 3:0 | 2 | 0 | 6:0   | 4 |
| 2. | Izrael      | 0:3 | *** | 3:0 | 1 | 1 | 3:3   | 3 |
| 3. | Lucembursko | 0:3 | 0:3 | *** | 0 | 2 | 0:6   | 3 |

 Francie -  Izrael 3:0
30. srpna 1956 - Paříž
 Izrael -  Lucembursko 3:0 (15:8, 15:2, 15:3)
31. srpna 1956 - Paříž
 Francie -  Lucembursko 3:0 (15:1, 15:1, 15:2)
1. září 1956 - Paříž

### Skupina G
USA –  Belgie 3:0 (15:2, 15:12, 15:12)
31. srpna 1956 - Paříž

### Skupina H
|    |          | CHN | BRA | IND | V | P | Skóre | B |
| 1. | Čína     | *** | 3:0 | 3:0 | 2 | 0 | 6:0   | 4 |
| 2. | Brazílie | 0:3 | *** | 3:0 | 1 | 1 | 3:3   | 3 |
| 3. | Indie    | 0:3 | 0:3 | *** | 0 | 2 | 0:6   | 3 |

 Brazílie -  Indie 3:2 (6:15, 15:6, 15:8, 11:15, 15:4)
30. srpna 1956 - Paříž
 Čína -  Brazílie 3:1 (15:10, 15:9, 6:15, 15:11)
31. srpna 1956 - Paříž
 Čína -  Indie 3:1
1. září 1956 - Paříž

### Skupina I
|    |             | YUG | POR | GER | V | P | Skóre | B |
| 1. | Jugoslávie  | *** | 3:0 | 3:0 | 2 | 0 | 6:0   | 4 |
| 2. | Portugalsko | 0:3 | *** | 3:0 | 1 | 1 | 3:3   | 3 |
| 3. | SRN         | 0:3 | 0:3 | *** | 0 | 2 | 0:6   | 3 |

 Portugalsko -  SRN 3:0 (15:2, 15:1, 15:2)
30. srpna 1956 - Paříž
 Jugoslávie -  SRN 3:0 (15:0, 15:2, 15:0)
31. srpna 1956 - Paříž
 Jugoslávie -  Portugalsko 3:0
1. září 1956 - Paříž

### Skupina L
Polsko –  Kuba 3:0 (15:2, 15:1, 15:1)
31. srpna 1956 - Paříž

### Finále
|     |            | TCH | ROM | URS | POL | BUL | USA | FRA | HUN | CHN | YUG | V | P | Skóre | B  |
| 1.  | ČSR        | *** | 3:2 | 3:2 | 3:0 | 3:2 | 3:0 | 3:0 | 3:0 | 3:0 | 3:1 | 9 | 0 | 27:7  | 18 |
| 2.  | Rumunsko   | 2:3 | *** | 3:1 | 1:3 | 3:1 | 3:2 | 3:0 | 3:1 | 3:0 | 3:2 | 7 | 2 | 24:13 | 16 |
| 3.  | SSSR       | 2:3 | 1:3 | *** | 3:1 | 3:2 | 3:0 | 3:1 | 3:0 | 3:0 | 3:0 | 7 | 2 | 24:10 | 16 |
| 4.  | Polsko     | 0:3 | 3:1 | 1:3 | *** | 1:3 | 3:0 | 3:0 | 3:0 | 3:1 | 3:2 | 6 | 3 | 20:11 | 15 |
| 5.  | Bulharsko  | 2:3 | 1:3 | 2:3 | 3:1 | *** | 1:3 | 3:1 | 3:0 | 3:0 | 3:2 | 5 | 4 | 21:16 | 14 |
| 6.  | USA        | 0:3 | 2:3 | 0:3 | 0:3 | 3:1 | *** | 1:3 | 3:1 | 3:1 | 3:0 | 4 | 5 | 15:18 | 13 |
| 7.  | Francie    | 0:3 | 0:3 | 1:3 | 0:3 | 1:3 | 3:1 | *** | 2:3 | 3:1 | 3:1 | 3 | 6 | 13:21 | 12 |
| 8.  | Maďarsko   | 0:3 | 1:3 | 0:3 | 0:3 | 0:3 | 1:3 | 3:2 | *** | 3:1 | 2:3 | 2 | 7 | 10:24 | 11 |
| 9.  | Čína       | 0:3 | 0:3 | 0:3 | 0:3 | 0:3 | 1:3 | 1:3 | 1:3 | *** | 3:1 | 1 | 8 | 6:25  | 10 |
| 10. | Jugoslávie | 1:3 | 2:3 | 0:3 | 1:3 | 2:3 | 0:3 | 1:3 | 3:2 | 1:3 | *** | 1 | 8 | 11:26 | 10 |

 Polsko -  Rumunsko 3:1 (13:15, 15:9, 15:11, 15:7)
2. září 1956 - Paříž
 Československo –  Jugoslávie 3:1 (15:9, 15:13, 7:15, 15:6)
2. září 1956 - Paříž
 Francie -  Čína 3:1 (15:11, 15:11, 6:15, 16:14)
2. září 1956 - Paříž
 USA -  Maďarsko 3:1 (15:4, 13:15, 15:7, 16:14)
2. září 1956 - Paříž
 SSSR -  Bulharsko 3:2 (15:13, 15:9, 9:15, 8:15, 15:9)
2. září 1956 - Paříž
 Československo –  Rumunsko 3:2 (3:15, 11:15, 15:9, 15:2, 15:3)
3. září 1956 - Paříž
 SSSR -  USA 3:0 (15:10, 15:2, 15:8)
3. září 1956 - Paříž
 Bulharsko -  Jugoslávie 3:2 (15:7, 13:15, 13:15, 15:6, 15:7)
3. září 1956 - Paříž
 Maďarsko -  Francie 3:2 (17:15, 16:14, 5:15, 12:15, 15:12)
3. září 1956 - Paříž
 Polsko - Chine 3:0 (15:8, 19:17, 15:9)
3. září 1956 - Paříž
 Československo –  Čína 3:0 (15:13, 15:3, 15:8)
5. září 1956 - Paříž
 Polsko -  Francie 3:0 (15:5, 15:11, 15:6)
5. září 1956 - Paříž
 SSSR - Hongrie 3:0 (15:11, 15:9, 15:2)
5. září 1956 - Paříž
 Rumunsko -  Bulharsko 3:1 (15:13, 15:7, 5:15, 15:12)
5. září 1956 - Paříž
 USA -  Jugoslávie 3:0 (15:8, 15:12, 15:12)
5. září 1956 - Paříž
 Polsko -  Maďarsko 3:0 (15:11, 15:12, 15:10)
6. září 1956 - Paříž
 Rumunsko -  USA 3:2 (15:12, 10:15, 13:15, 15:8, 21:19)
6. září 1956 - Paříž
 Československo –  Francie 3:0 (15:5, 15:11, 15:6)
6. září 1956 - Paříž
 SSSR -  Jugoslávie 3:0 (15:12, 17:15, 15:10)
6. září 1956 - Paříž
 Bulharsko -  Čína 3:0 (15:10, 15:10, 15:9)
6. září 1956 - Paříž
 Bulharsko -  Francie 3:1 (8:15, 15:12, 15:13, 15:10)
8. září 1956 - Paříž
 Československo –  Polsko 3:0 (15:8, 15:8, 15:9)
8. září 1956 - Paříž
 Rumunsko -  SSSR 3:1 (15:9, 15:17, 15:12, 15:11)
8. září 1956 - Paříž
 USA -  Čína 3:1 (15:13, 15:13, 12:15, 15:12)
8. září 1956 - Paříž
 Jugoslávie -  Maďarsko 3:2 (15:10, 15:2, 9:15, 2:15, 15:9)
8. září 1956 - Paříž
 Bulharsko -  Polsko 3:1 (14:16, 15:10, 15:6, 15:6)
9. září 1956 - Paříž
 SSSR -  Čína 3:0 (15:4, 15:8, 15:4)
9. září 1956 - Paříž
 Francie -  USA 3:1 (11:15, 15:7, 15:9, 15:12)
9. září 1956 - Paříž
 Československo –  Maďarsko 3:0 (15:5, 15:9, 15:6)
9. září 1956 - Paříž
 Rumunsko -  Jugoslávie 3:2 (15:6, 10:15, 12:15, 15:12, 15:12)
9. září 1956 - Paříž
 Čína -  Jugoslávie 3:1 (15:9, 16:14, 6:15, 15:9)
10. září 1956 - Paříž
 Československo –  Bulharsko 3:2 (15:11, 11:15, 17:19, 15:8, 17:15)
10. září 1956 - Paříž
 SSSR -  Francie 3:1 (15:5, 13:15, 15:0, 15:4)
10. září 1956 - Paříž
 Polsko -  USA 3:0 (15:8, 15:6, 15:13)
10. září 1956 - Paříž
 Rumunsko -  Maďarsko 3:1 (15:3, 13:15, 15:7, 15:9)
10. září 1956 - Paříž
 Francie -  Jugoslávie 3:1 (15:9, 4:15, 15:13, 17:15)
11. září 1956 - Paříž
 Bulharsko -  Maďarsko 3:0 (15:5, 15:9, 15:12)
11. září 1956 - Paříž
 Československo –  USA 3:0 (15:4, 15:8, 15:10)
11. září 1956 - Paříž
 Rumunsko -  Čína 3:0 (15:4, 15:10, 15:11)
11. září 1956 - Paříž
 SSSR -  Polsko 3:1 (18:16, 15:11, 14:16, 15:6)
11. září 1956 - Paříž
 Maďarsko -  Čína 3:1 (15:9, 15:10, 8:15, 17:15)
12. září 1956 - Paříž
 USA -  Bulharsko 3:1 (8:15, 15:12, 15:6, 15:11)
12. září 1956 - Paříž
 Polsko -  Jugoslávie 3:1 
12. září 1956 - Paříž
 Rumunsko -  Francie 3:0 (15:7, 15:8, 15:6)
12. září 1956 - Paříž
 Československo –  SSSR 3:2 (9:15, 15:3, 15:13, 9:15, 15:12)
12. září 1956 - Paříž

### O 11. - 20. místo
|     |             | BRA | GER | NED | ITA | POR | ISR | BEL | KOR | KUB | AUT | V | P | Skóre | B  |
| 11. | Brazílie    | *** | 3:0 | 3:0 | 3:1 | 3:0 | 3:0 | 3:0 | 3:0 | 3:0 | 3:0 | 9 | 0 | 27:1  | 18 |
| 12. | NDR         | 0:3 | *** | 3:0 | 3:2 | 3:1 | 3:1 | 3:0 | 3:0 | 3:0 | 3:0 | 8 | 1 | 24:7  | 17 |
| 13. | Nizozemsko  | 0:3 | 0:3 | *** | 3:1 | 3:0 | 3:1 | 3:1 | 3:0 | 3:1 | 3:0 | 7 | 2 | 21:9  | 16 |
| 14. | Itálie      | 1:3 | 2:3 | 1:3 | *** | 3:0 | 3:1 | 3:0 | 3:1 | 3:0 | 3:0 | 6 | 3 | 22:11 | 15 |
| 15. | Portugalsko | 0:3 | 1:3 | 0:3 | 0:3 | *** | 3:0 | 3:1 | 3:0 | 3:2 | 3:0 | 5 | 4 | 16:15 | 14 |
| 16. | Izrael      | 0:3 | 1:3 | 1:3 | 1:3 | 0:3 | *** | 3:1 | 3:2 | 3:0 | 3:0 | 4 | 5 | 15:18 | 13 |
| 17. | Belgie      | 0:3 | 0:3 | 1:3 | 0:3 | 1:3 | 1:3 | *** | 2:3 | 3:1 | 3:1 | 2 | 7 | 10:23 | 11 |
| 18. | Korea       | 0:3 | 0:3 | 0:3 | 1:3 | 0:3 | 2:3 | 3:2 | *** | 2:3 | 3:0 | 2 | 7 | 11:23 | 11 |
| 19. | Kuba        | 0:3 | 0:3 | 1:3 | 0:3 | 2:3 | 0:3 | 1:3 | 3:2 | *** | 3:0 | 2 | 7 | 10:23 | 11 |
| 20. | Rakousko    | 0:3 | 0:3 | 0:3 | 0:3 | 0:3 | 0:3 | 1:3 | 0:3 | 0:3 | *** | 0 | 9 | 1:27  | 9  |

 Itálie -  Korejská republika 3:0 (15:0, 15:2, 15:8)
2. září 1956 - Paříž
 Brazílie -  Izrael 3:0 (15:6, 15:13, 15:8)
2. září 1956 - Paříž
 Portugalsko -  Rakousko 3:0 (15:2, 15:7, 15:10)
2. září 1956 - Paříž
 Belgie -  Kuba 3:1 (8:15, 15:9, 15:13, 15:1)
2. září 1956 - Paříž
 NDR -  Nizozemsko	3:0 (15:7, 15:12, 15:12)
2. září 1956 - Paříž
 Portugalsko -  Izrael 3:0 (15:10, 16:14, 15:8)
3. září 1956 - Paříž
 Brazílie -  Kuba 3:0 (15:5, 15:8, 17:15)
3. září 1956 - Paříž
 Nizozemsko	-  Korejská republika 3:2 (15:11, 6:15, 10:15, 15:9, 15:6)
3. září 1956 - Paříž
 NDR -  Belgie 3:2 (15:11, 14:16, 11:15, 15:8, 15:2)
3. září 1956 - Paříž
 Itálie -  Rakousko 3:0
3. září 1956 - Paříž
 NDR -  Korejská republika 3:1 
5. září 1956 - Paříž
 Brazílie -  Belgie 3:0 (15:3, 15:6, 15:8)
5. září 1956 - Paříž
 Nizozemsko	-  Rakousko 3:0 (15:3, 15:4, 15:9)
5. září 1956 - Paříž
 Portugalsko -  Kuba 3:2 (12:15, 15:7, 7:15, 15:8, 15:11)
5. září 1956 - Paříž
 Itálie	-  Izrael 3:1 (15:9, 5:15, 16:14, 15:8)
5. září 1956 - Paříž
 Itálie -  Kuba 3:0 (15:10, 17:15, 15:11)
6. září 1956 - Paříž
 Korejská republika -  Rakousko 3:0 
6. září 1956 - Paříž
 Portugalsko -  Belgie 3:1
6. září 1956 - Paříž
 Brazílie -  NDR 3:0 (15:10, 15:9, 15:11)
6. září 1956 - Paříž
 Nizozemsko -  Izrael 3:1 (15:7, 15:9, 7:15, 15:7)
6. září 1956 - Paříž
 Itálie	-  Belgie 3:0
8. září 1956 - Paříž
 Izrael -  Korejská republika 3:2
8. září 1956 - Paříž
 NDR -  Rakousko 3:0 
8. září 1956 - Paříž
 Nizozemsko	-  Kuba 3:1 (8:15, 15:10, 15:5, 15:8)
8. září 1956 - Paříž
 Brazílie -  Portugalsko 3:0 
8. září 1956 - Paříž
 NDR -  Portugalsko 3:0
9. září 1956 - Paříž
 Izrael -  Rakousko 3:0 
9. září 1956 - Paříž
 Kuba -  Korejská republika 3:2 
9. září 1956 - Paříž
 Brazílie -  Itálie	3:1 (15:7, 10:15, 15:3, 15:5)
9. září 1956 - Paříž
 Nizozemsko	-  Belgie 3:0 (15:11, 15:8, 15:10)
9. září 1956 - Paříž
 Korejská republika -  Belgie 3:2 (13:15, 10:15, 15:3, 15:8, 15:4)
10. září 1956 - Paříž
 NDR -  Izrael 3:1 (11:15, 15:6, 16:14, 15:8)
10. září 1956 - Paříž
 Brazílie -  Nizozemsko	3:0 (15:10, 15:8, 15:13)
10. září 1956 - Paříž
 Kuba -  Rakousko 3:0 (15:13, 15:13, 15:10)
10. září 1956 - Paříž
 Itálie	-  Portugalsko 3:0 (15:9, 15:12, 15:12)
10. září 1956 - Paříž
 Nizozemsko	-  Portugalsko 3:0 (15:11, 15:7, 15:7)
11. září 1956 - Paříž
 Belgie -  Rakousko 3:1 (15:12, 10:15, 15:8, 15:4)
11. září 1956 - Paříž
 Izrael -  Kuba 3:0 (15:12, 15:13, 15:12)
11. září 1956 - Paříž
 NDR - Italie 3:2 (14:16, 15:4, 9:15, 15:9, 15:9)
11. září 1956 - Paříž
 Brazílie -  Korejská republika 3:0 (15:8, 15:4, 15:9)
11. září 1956 - Paříž
 Nizozemsko	-  Itálie	3:1 (14:16, 15:12, 15:7, 15:11)
12. září 1956 - Paříž
 Portugalsko -  Korejská republika 3:0 (15:8, 17:15, 17:15)
12. září 1956 - Paříž
 NDR -  Kuba 3:0 (15:8, 15:1, 15:10)
12. září 1956 - Paříž
 Brazílie -  Rakousko 3:0 (15:3, 15:6, 15:2)
12. září 1956 - Paříž
 Izrael -  Belgie 3:1 (15:11, 10:15, 19:17, 15:6)
12. září 1956 - Paříž

### O 21. - 24. místo
|     |             | IND | TUR | LUC | GER | V | P | Skóre | B |
| 21. | Jugoslávie  | *** | 3:0 | 3:0 | 3:0 | 3 | 0 | 9:0   | 6 |
| 22. | Portugalsko | 0:3 | *** | 3:0 | 3:0 | 2 | 1 | 6:3   | 5 |
| 23. | Lucembursko | 0:3 | 0:3 | *** | 3:0 | 1 | 2 | 3:6   | 4 |
| 24. | SRN         | 0:3 | 0:3 | 0:3 | *** | 0 | 3 | 0:9   | 3 |

 Indie -  SRN 3:0 (15:0, 15:2, 15:5)
2. září 1956 - Paříž
 Turecko -  Lucembursko 3:0 (15:1, 15:5, 15:6)
2. září 1956 - Paříž
 Turecko -  SRN 3:0 (15:2, 15:5, 15:2)
3. září 1956 - Paříž
 Indie -  Lucembursko 3:0 (15:1, 15:2, 15:2)
3. září 1956 - Paříž
 Lucembursko -  SRN 3:0 (15:3, 15:11, 15:7)
5. září 1956 - Paříž
 Indie -  Turecko 3:0 (15:6, 15:6, 15:6)
5. září 1956 - Paříž

## Soupisky
1.  Československo
| - Karel Brož - Karel Láznička - Zdeněk Malý - Jaromír Paldus | - Milan Purnoch - František Schwarzkopf - Bohumil Golián - Ladislav Synovec | - Karel Paulus - Josef Tesař - Josef Musil - Josef Brož |

Trenér: Josef Kozák
2.  Rumunsko
| - Gabriel Cherebetiu - Georghe Corbeanu - Eduard Derzei - Dumitru Medianu | - Caius Miculescu - Sebastian Mihailescu - Constantin Mitroi - Alexandru Musat | - Horatiu Nicolau - Jean Ponova - Stefan Roman - Marcel Rusescu |

3.  SSSR
| - Nil Fasachov - Gennadij Gajkovoj - Vladimir Kurinni - Anatolij Makagonov - Georgij Mondzolevskij | - Konstantin Reva - Marat Sabljigin - Semjon Ščerbakov - Gennadij Smoljaninov | - Ivan Tiščenko - Edmund Ungursch - Anatolij Zakrčevski |

## Konečné pořadí
| 3.               | Mistrovství světa 1956 | Z  | V  | P  | Skóre | B  |
| ---------------- | ---------------------- | -- | -- | -- | ----- | -- |
| Zlatá medaile    | ČSR                    | 10 | 10 | 0  | 30:7  | 20 |
| Stříbrná medaile | Rumunsko               | 10 | 8  | 2  | 27:13 | 18 |
| Bronzová medaile | Sovětský svaz          | 11 | 9  | 2  | 30:10 | 20 |
| 4.               | Polsko                 | 10 | 7  | 3  | 23:11 | 17 |
| 5.               | Bulharsko              | 10 | 6  | 4  | 24:16 | 16 |
| 6.               | USA                    | 10 | 5  | 5  | 18:18 | 15 |
| 7.               | Francie                | 11 | 5  | 6  | 19:21 | 16 |
| 8.               | Maďarsko               | 10 | 3  | 7  | 13:24 | 13 |
| 9.               | Čína                   | 11 | 3  | 8  | 12:27 | 14 |
| 10.              | Jugoslávie             | 11 | 3  | 8  | 17:26 | 14 |
| 11.              | Brazílie               | 11 | 10 | 1  | 30:6  | 21 |
| 12.              | NDR                    | 10 | 8  | 2  | 24:10 | 18 |
| 13.              | Nizozemsko             | 10 | 7  | 3  | 21:12 | 17 |
| 14.              | Itálie                 | 10 | 6  | 4  | 22:14 | 16 |
| 15.              | Portugalsko            | 11 | 6  | 5  | 19:18 | 17 |
| 16.              | Israel                 | 11 | 5  | 6  | 18:21 | 16 |
| 17.              | Belgie                 | 10 | 2  | 8  | 10:26 | 12 |
| 18.              | Jižní Korea            | 11 | 3  | 8  | 14:28 | 14 |
| 19.              | Kuba                   | 10 | 2  | 8  | 10:26 | 12 |
| 20.              | Rakousko               | 10 | 0  | 10 | 1:30  | 10 |
| 21.              | Indie                  | 5  | 3  | 2  | 12:6  | 8  |
| 22.              | Turecko                | 5  | 2  | 3  | 8:9   | 7  |
| 23.              | Lucembursko            | 5  | 1  | 4  | 3:12  | 6  |
| 24.              | SRN                    | 5  | 0  | 5  | 0:15  | 5  |